# Elisa Ruiz Díaz
Elisa Mercedes Ruiz Díaz Bareiro (16 de octubre de 1964-19 de mayo de 2021) fue una abogada y diplomática paraguaya. Fue la representante permanente de Paraguay ante la Organización de Estados Americanos (OEA) desde 2013 hasta su fallecimiento. Presidió el Consejo Permanente de la OEA entre el 6 de abril y el 19 de mayo de 2021.